# Hendrik Trajectinus de Solms
Hendrik Trajectinus, conde de Solms (1636 en Utrecht - 13 de julio de 1693 en Neerwinden), fue un teniente general holandés.
Primo de Guillermo de Orange, sirvió en sus ejércitos durante las varias guerras contra Luis XIV de Francia.
En 1688, Solms acompañó a Guillermo durante su invasión de Inglaterra como parte de la Revolución Gloriosa. Fue un contingente de Guardias Azules bajo su mando que entraron primero en Londres y lo aseguraron para Guillermo. De nuevo acompañó a Orange, ahora postulado como Guillermo III de Inglaterra, durante su campaña irlandesa de 1690. Tomó parte en la batalla del Boyne, una victoria decisiva sobre el Ejército irlandés de Jaime II.
Cuando Guillermo partió para Inglaterra después del fallido asedio de Limerick, dejó a Solms al mando de su ejército en Irlanda. Sin embargo, el conde rechazó la oferta de dirigirlo durante la siguiente campaña y fue reemplazado por otro holandés, Godert de Ginkell, 1.º conde de Athlone.
Solms después sirvió con Guillermo como parte de las fuerzas de la Gran Alianza en combate en los Países Bajos. Comandante de la Garde te Voet, jugó un importante papel en la batalla de Steenkerque en 1692. Al año siguiente murió en la batalla de Landen.